# Vaughan Promontory
Die Vaughan Promontory ist ein hohes, schroffes und eisbedecktes Vorgebirge in der antarktischen Ross Dependency. Ausgehend von der Holland Range erstreckt es sich in östlicher Richtung zwischen dem Ekblad-Gletscher und dem Morton-Gletscher und endet am Kap Maude an der Shackleton-Küste.
Das Advisory Committee on Antarctic Names benannte es 1966 nach Commander Vie John Vaughan (1917–1977) von der United States Navy, Kapitän der Glacier während der Operation Deep Freeze von 1964 bis 1965.